# Tschechoslowakische Akademie der Wissenschaften
Die Tschechoslowakische Akademie der Wissenschaften (abgekürzt ČSAV), tschechisch: Československá akademie věd, slowakisch: Československá akadémia vied, war die Akademie der Wissenschaften der Tschechoslowakei von 1952 bis 1992.

## Geschichte

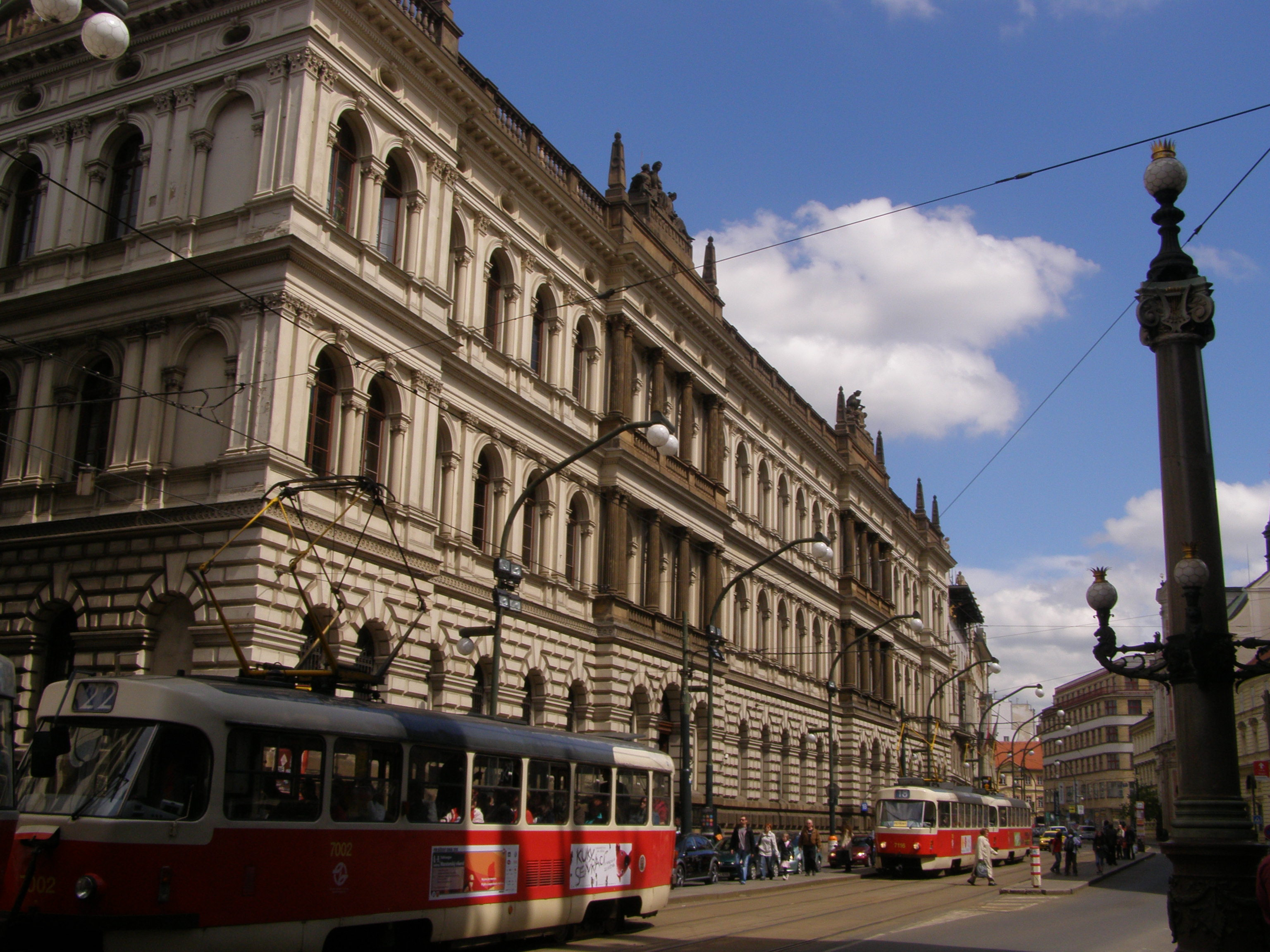
Sitz der ČSAV in der Národní třída in Prag. Das Gebäude gehörte zuvor der Česká spořitelna

Die ČSAV wurde 1952 als Nachfolgerin zweier bis dahin existierenden tschechischen wissenschaftlichen Organisationen gegründet: der Königlichen böhmischen Gesellschaft der Wissenschaften (Královská česká společnost nauk), gegründet 1769, und der Tschechischen Akademie der Wissenschaften und Künste (Česká akademie věd a umění), gegründet 1888. Seit 1960 war ihr die 1942/1953 gegründete Slowakische Akademie der Wissenschaften formal untergeordnet. Da es in der Tschechoslowakei keine „Tschechische“ Akademie der Wissenschaften gab, war die ČSAV faktisch überwiegend das tschechische Äquivalent der Slowakischen Akademie der Wissenschaften.
Im Gegensatz zu den Universitäten, die mit dem Hochschulgesetz von 1950 stark beschränkt wurden und unter sowjetischen Einfluss standen, konnte sich die ČSAV ein relatives Maß an Autonomie bewahren. Von den Hochschulen ausgeschlossene Wissenschaftler konnten hier einen Wirkungsort finden, etwa Václav Černý, Jan Patočka oder Otto Wichterle. Da die Mitglieder der Akademie eine führende Rolle bei den Reformbewegung des Prager Frühling spielten, geriet sie nach dessen Niederschlagung in der Zeit der sogenannten Normalisierung unter den Druck des Regimes. Nach dessen Fall fand unter dem neuen Präsidenten Wichterle der demokratische Umbau der Organisation statt.
1992 wurde die ČSAV mit der Auflösung der Tschechoslowakei ebenfalls aufgelöst. In Tschechien besteht seitdem als Nachfolgeorganisation die Akademie der Wissenschaften der Tschechischen Republik, in der Slowakei gibt es weiterhin die Slowakische Akademie der Wissenschaften.

## Präsidenten
- Zdeněk Nejedlý (1952–1962)
- František Šorm (1962–1969)
- Jaroslav Kožešník (1969–1980)
- Bohumil Kvasil (1981–1985)
- Josef Říman (1985–1989)
- Otto Wichterle (1990–1992)[2]